# Поляны (Удомельский район)
Поляны — деревня в Удомельском городском округе Тверской области.

## География
Деревня находится в северной части Тверской области на расстоянии приблизительно 28 км на запад по прямой от железнодорожного вокзала города Удомля недалеко от левого берега реки Мста. 

## История
Впервые упоминается в 1551 году. Дворов (хозяйств) 55 (1859), 85(1886), 75 (1911), 59 (1958), 33 (1986), 28 (1999). В советский период истории работали колхозы «Красный Октябрь» и им. Дзержинского. До 2015 года входила в состав Мстинского сельского поселения до упразднения последнего. С 2015 года в составе Удомельского городского округа. 

## Население
Численность населения: 330 (1859 год), 424 (1886), 386(1911), 159 (1958), 64(1986), 63 (1999), 79 (русские 96%) в 2002 году, 54 в 2010.